# Ana Nogueira de Lucas
Ana Nogueira de Luca (Pouso Alto, 20 de junho de 1896 - São Sebastião do Rio Verde, 18 de novembro de 2010) foi uma supercentenária brasileira que atualmente não foi verificada pelo Gerontology Research Group.

## Biografia
Ana Nogueira nasceu em 21 de junho de 1896, em uma fazenda chamada Mesquita em Pouso Alto, Minas Gerais, a filha de Paulino Vito Nogueira e Mathilde Luiza Gonçalves. Seus pais tiveram sete filhos: João Pedro, José Rosa, Francisco Joaquim Antonio, Gerard e Maria da Conceição. Seu pai era o diretor de uma escola. Sua mãe faleceu quando ela tinha 13 anos, e Ana cuidou de seu irmão mais novo, Gerard. Depois foi morar com um parente em Carmo de Minas por 3 anos. Depois, voltou para Pouso Alto. Seu pai se casou de novo, com uma prima chamada Leopoldina. Ana casou-se com Egydio de Luca em 17 de janeiro de 1917. Ela teve 12 filhos: Maria Antonieta, Celia, Mathilde, Geraldo, Angelo, José, Egidio, Maria Clelia, Marina, Paulo, Vito e Nestor.
Ana morreu em 18 de novembro de 2010 em São Sebastião do Rio Verde, Minas Gerais, aos 114 anos, 151 dias. Ela foi vítima de parada cardíaca. Ela foi enterrada no Cemitério Municipal de São Sebastião do Rio Verde. Na época de sua morte, ela tinha 28 netos, 48 bisnetos e uma tataraneta.